# Código de Procedimientos de Honduras de 1899
El Código de Procedimientos de Honduras de 1899, emitido el 31 de enero de ese año, fue la legislación que derogó la normativa procesal que regía desde el 1° de enero de 1881.

## Contenido
El Código fue emitido el 31 de enero de 1899 y estaba dividido en cuatro libros:
- El libro I: Contenía disposiciones comunes a las jurisdicciones contenciosa y voluntaria.
- El libro II: Se refería al procedimiento en la jurisdicción contenciosa.
- El libro III: Versaba sobre el procedimiento en la jurisdicción voluntaria.
- El libro IV: Trataba del procedimiento en lo criminal.

Este Código fue derogado cuando entró en vigencia el Código de Instrucción Criminal de Honduras de 1904.